# Апсанска кула
Апсанска кула или Зафирова кула (на македонска литературна норма: Апсанска Кула, Зафирова Кула) е историческа средновековна отбранителна кула в град Кратово, Република Македония.
Кулата е разположена в Табачката махала, на днешната улица „Планинска“. Имала е два етажа и е изградена по времето на османското владичество в Кратово. Кулата служи за затвор и е датирана около завземането на Кратово от османците – няколко десетилетия след това. Днес тя е в руини.